# Olešnický rybník
Olešnický rybník o výměře vodní plochy 4,86 ha se nalézá na Olešnickém potoce asi 0,5 km západně od centra obce Olešnice v okrese Hradec Králové. Rybník je ve vlastnictví společnosti Kinský dal Borgo, a.s. a je využíván pro chov ryb.

## Galerie

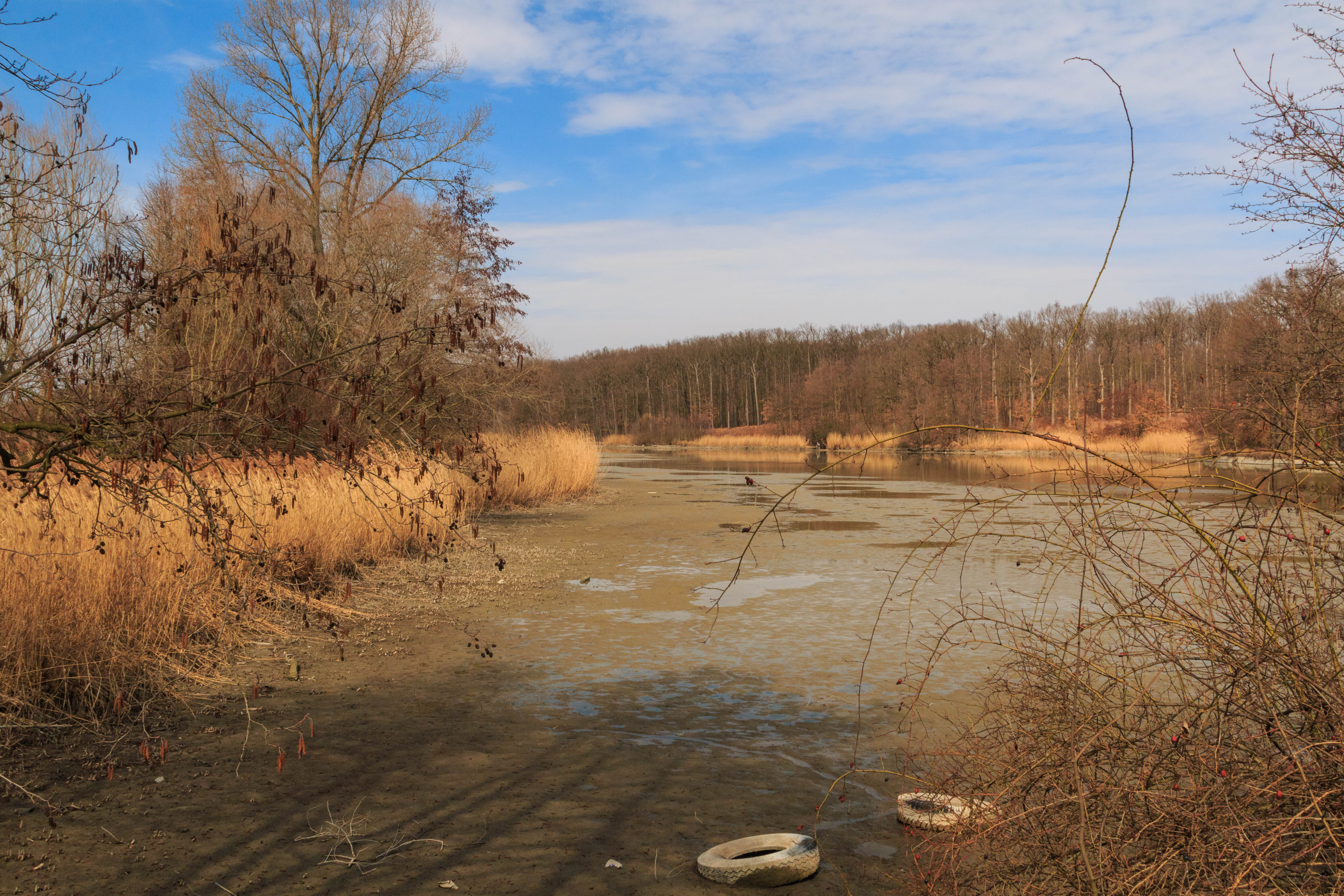
Pohled na Olešnický rybník
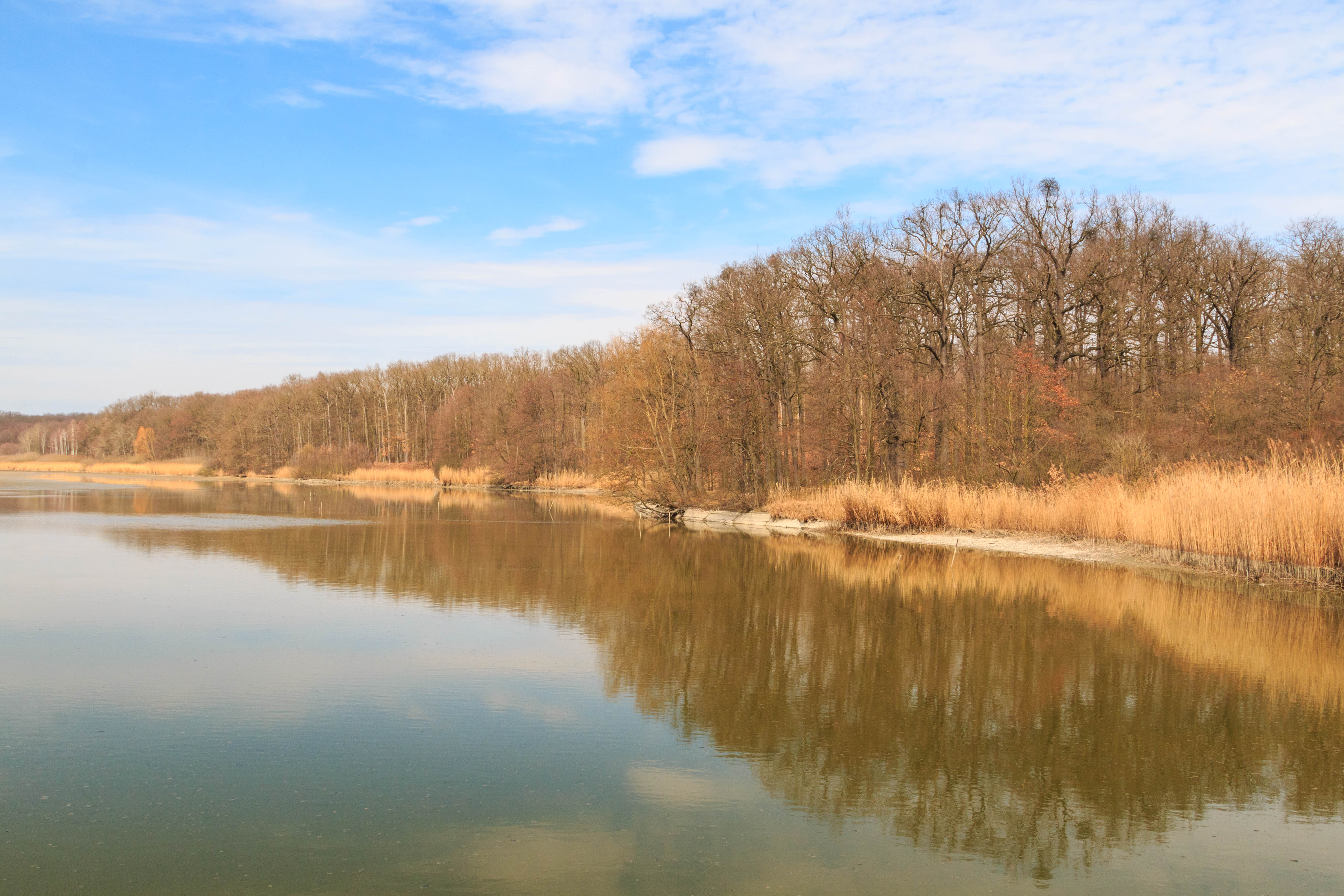
Pohled na Olešnický rybník
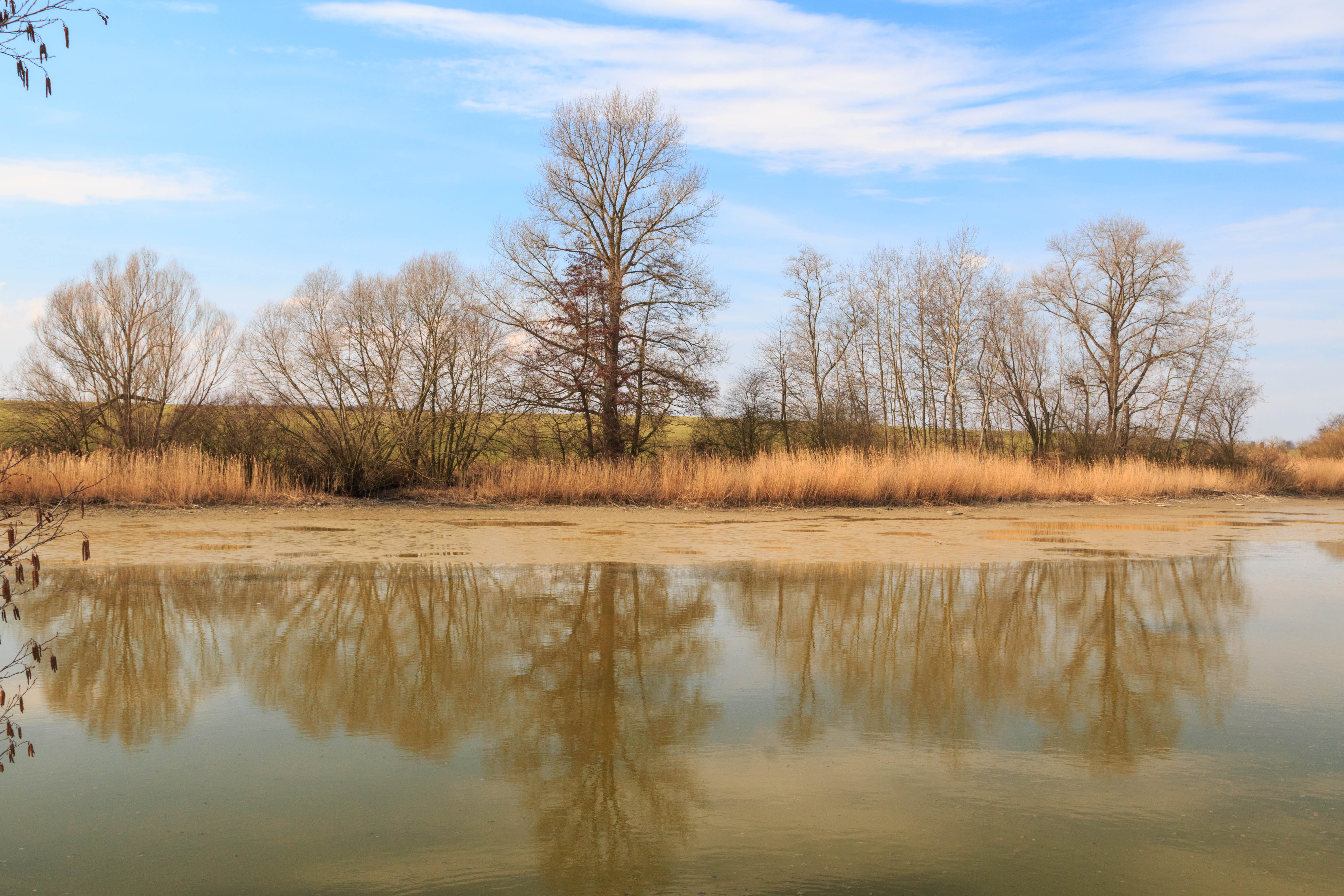
Pohled na Olešnický rybník